# The Crimson Runner
The Crimson Runner er en amerikansk stumfilm fra 1925 instrueret af Tom Forman.

## Medvirkende
- Priscilla Dean som Bianca Schreber
- Bernard Siegel som Alfred Schreber
- Alan Hale som Gregory
- Ward Crane som Meinhard von Bauer
- James Neill som Rudolph
- Charles Hill Mailes som Semlin
- Ilsa De Lindt som Cecile
- Mitchell Lewis